# مساویه ماردینی

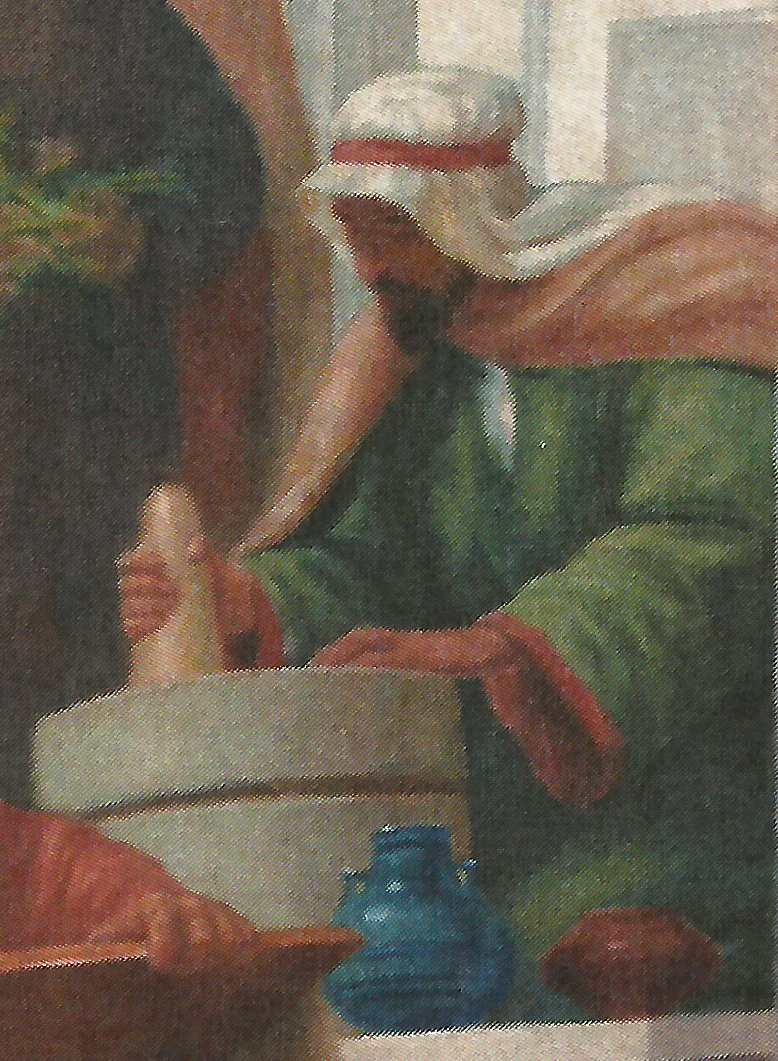
مساویه

یحیی بن مساویه الماردینی یا مساویه جوان پزشک داروساز آشوری قرن دهم میلادی بود که در ماردین، بین‌النهرین علیا به دنیا آمد.
پس از کار در بغداد به خدمت خلیفه فاطمی حاکم بامر الله درآمد. او در سال ۱۰۱۵ در سن نود سالگی در قاهره درگذشت.
او به دلیل کتاب‌هایش در طب و داروسازی مورد توجه بود.
ترجمه لاتین کتاب او به نام Antidotarium sive Grabadin medicamentorum برای قرن‌ها کتاب استاندارد داروسازی در غرب باقی ماند.

## اختراع روش استخراج نفت شیل
وی بر روی روش‌های تقطیر روغن‌های امبریوماتیک کار می‌کرد که منجر به اختراع روشی برای استخراج نفت شیل شد.